# Палаци та садиби Харківської области
Палаци та садиби Харківської области були збудовані упродовж XVIII-початку XX століть.

## Частково збережені
| Назва               | Адреса                               | Короткий опис | Зображення |
| ------------------- | ------------------------------------ | --- | ---------- |
| Шарівський палац    | Шарівка, вулиця Санаторська, 8       | Білокам'яна будівля та комплекс флігелів та господарських споруд, що розташований у смт. Шарівка Богодухівського району Харківської області. Також його ще називають Шарівський замок, «Цукровий замок», «Шарівська перлина». Село засноване поміщиками Ольховськими, наприкінці XIX століття вони збудували тут садибу в неоготичному стилі. У 1860 році садиба переходить до нових власників — братів Гебенштрейтерів з Німеччини. Вони зводять на найвищому пагорбі замок із терасами та прикрашають його екзотичними насадженнями. У 1881 році Шарівський замок придбав відомий у ті часи цукровий магнат Леопольд Кеніг. Він не шкодував коштів на удосконалення палацового комплексу та паркової зони, використовував останні досягнення науки та техніки. Так з'явились господарські будівлі для прислуги (у стилі неоготики), будинок управителя, стайні, гаражі для машин, великий фазанник та навіть власна електростанція. З 1925 року в палаці було розташовано протитуберкульозний санаторій, який пропрацював аж до 2008 року. Нині територія парку та сам палац знаходяться у жахливому стані, частина будівель зруйнована. |            |
| Садиба Куликовських | Рокитне                              | Садибний комплекс, що належав родині слобідської шляхти родини Куликовських, розташований у селі Рокитне Нововодолазького району Харківської області. Слобода Рокитне створене наприкінці XVII — на початку XVIII століття Григорієм Єрофійовичем або його сином Федором Донець-Захаржевським. Після смерті Федора Григоровича слободу продали липецькому сотнику Харківського полку Івану Черняку. Після його смерті його дружина вийшла заміж за Матвія Прокоповича Куликовського. Його син Михайло Куликовський розбудовує садибу у Рокитному: було побудовано одноповерховий палац, триповерховий флігель, оранжерея, стайня, а також ландшафтний парк з доріжками до річки Мокра Рокитна. Пізніше у 1805 році була побудована церква-ротонда Архангела Михаїла. У 1950-х роках під час реконструкції до будівлі садиби добудували другий поверх. Тепер у садибі розташоване Рокитненське спеціалізоване відділення Регіонального механіко-технологічного центру професійної освіти Харківської області. |            |
| Співочі тераси      | Городнє                              | Терасний сад садиби Харитоненків — амфітеатр просто неба в Городнєму, Богодухівський район. Співочі тераси побудовані наприкінці XIX століття на замовлення багатого власника цукрових заводів, мецената Павла Харитоненка. Споруда збудована для захисту від зсувів ґрунту та вирощування на терасах екзотичних рослин. Вони були пристосовані навіть для вирощування південних плодових дерев, а через свою форму та висоту, рослини отримували світло увесь день. Амфітеатр являє собою 5 напівкруглих терас. Їхні права та ліва частини розділені сходами, що не вціліли. Стіни зроблені з цегли та каміння, укріплені зсередини глиняними брилами. Крізь стіни проведено вентиляційні трубки. Тераси виконують не лише садову функцію, а ще й акустичну. Через дугоподібну форму створюється незвичайний ефектː звук посилюється у кілька разів, його чути з усіх сторін. Зверху можна почути звичайну розмову, не прислухаючись. Ця особливість використовувалась і використовується для концертів. |            |
| Палац Подгорічані   | Пархомівка                           | Будинок-палаццо був зведений наприкінці XVIII століття графом, шляхтичем сербського походження Іваном Михайловичем Подгорічані. Село Пархомівка та Гути належало йому з 1765 року. 1805 року дружина власника збудувала на території маєтку церкву на честь Покрови Богоматері. У 1955 році Панас Федорович Луньов заснував тут Пархомівський художній музей, де нині зберігаються картини відомих українських та закордонних художників: Рєпіна, Васильківського, Айвазовського, Шевченка, Пікассо, Малевича, ван Рейсдала, ван Дейка, де Гоха тощо. |            |
| Сабурова дача       | Харків, вулиця Академіка Павлова, 46 | Сабурова дача — це комплекс споруд у Харкові, що має багату історію, тісно пов'язану з розвитком медицини. У 1788—1807 роках побудована як заміська резиденція для генерал-губернатора Слобідсько-Української губернії Петра Сабурова за проєктом архітектора Петра Ярославського. Губернатор заповідав свій маєток та будинок лікарні, оскільки мав душевнохвору дочку. 1812 року у маєтку відкривається міська лікарня. До 1897 року це була найбільша психіатрична клініка в Російській імперії, на 1100 місць. На початку XX століття побудована Олександро-Невська церква. 18 грудня 1941 року на розі Салтівського шосе і нинішнього проспекту Льва Ландау, за два кілометри від лікарні, німцями було розстріляно більше 470 пацієнтів та кілька медсестер, які не побажали залишити хворих Сабурової дачі. |            |
| Садиба Малевича     | Пархомівка                           | Двоповерховий садибний будинок розташований у центрі Пархомівки Богодухівського району. 1872 році Іван Герасимович Харитоненко купує Пархомівку та засновує цукровий завод, який працює у селі до тепер. В населеному пункті наприкінці XIX століття збудовано будинок керівника цукрового заводу Северина Малевича. У 1890—1895 роках тут жив український авангардист, засновник супрематизму Казимир Северинович Малевич. В автобіографії він писав, що саме тут у нього з'явився інтерес до мистецтва. В сусідній будівлі, у Пархомівському історико-художньому музеї, серед робіт Рєпіна, Васильківського, Айвазовського, Шевченка, Пікассо зберігаються картини й Казимира Малевича. |            |
| Садиба Павлових     | Малижине                             | Комплекс пам'яток архітектури національного значення «Заміська садиба» в селі Малижине, Харківської області. На початку XIX століття поміщики Павлові викуповують у дворян Лесницьких село Малижине. У першій половині 1820–х років К. О. Павлов починає розбудову маєтку, та будує на його території одноповерховий дерев'яний будинок із шестиколонним портиком. 1823 року він будує садибний будинок за типовим проєктом міського будинку, затвердженим у 1809 році. Головна будівля виконана в стилі класицизм, цегляна, потинькована, двоповерхова із цокольним поверхом. Паралельно з головною будівлею, в 1823 році, будувалися комори, флігель, господарські будівлі та церква. Усі вони виконані в стилі класицизму. З 10 травня 1821 року до 1825 року Карп Павлов зносить стару церкву та будує нову із червоної цегли, потиньковану, прямокутну, тричасткову, одноглаву. Фасад був прикрашений двоколонними портиками, карнизами, фронтонами. Квадратна дзвіниця мала високий шпиль. Нині на більшості території колишньої садиби розміщується Малижинський психоневрологічний інтернат. Вцілілі будівлі знаходяться в поганому стані. Церква Успіння Богородиці, що розташована не на території інтернату, майже повністю зруйнована. |            |
| «Замок Кенінга»     |                                      | Точних відомостей про час побудови й перших власників цієї будівлі немає. З 1875 року садиба належала німцеві Вейберу, який керував цукровим заводом Леопольда Кеніга. З 1911 року родина Кенігів використовувала маєток як науково-дослідний центр. У 1920-х роках замок був націоналізований радянською владою, а вже у 1930-х будівля передана під дитячий будинок. Нині колишній маєток знову приватизований, а у 2021 році розпочалася реконструкція. В ході реконструкції будівля втратила красиву башту з куполом та частину деталей. |            |
| Садиба в Кадниці    | Кадниця                              | Дерев'яний різьблений садибний будинок у Кадниці побудований біля озера на початку XIX століття поміщиком Іваном Куликовським. З середини XIX століття садиба перейшла у володіння дійсного статського радника Єгора Степановича Гордієнко. Дерев'яний будинок спочатку використовувався як житловий, а в 1892 році Гордієнко організував там земську школу. У радянський час дерев'яний будинок став сільським клубом. Зараз садиба в жалюгідному стані: стіни обписані, каміни розбиті, а сам дерев'яний будинок розбирають на дрова. |            |
| Садиба Рєпіних      | Чугуїв                               | В місті Чугуїв випадково збереглися декілька споруд, вибудуваних за типовими проєктами для військових поселень доби Аракчеєва. Серед них — колишній Штаб військових поселень та малий і стандартний будиночок родини військового поселенця, котрим був батько майбутнього художника Юхим Рєпін. Навіть дружина Юхима та мати Іллі була дочкою військового поселенця, тобто вони були в стані кріпаків. Деякий час український художник Ілля Рєпін проживав у цьому будинку. Востаннє він відвідав Чугуїв 1914 року. 1969 року з нагоди 125-річчя з року народження Іллі Рєпіна у садибі було відкрито музей. |            |
| Садиба Степанова    | Балаклія                             | У 1817—1818 рр. ця будівля зведена для полковника Ново-Серпухівського полку Степанова у стилістиці класицизму. В роки Першої світової війни (1914—1918 рр.) в будинку розташовувався Солдатський комітет, потім в ньому розміщувались: Перша українська школа (з 1922 р. до поч. 1960-х р.), Будинок піонерів (1965—1989 рр.), з 1989 року— Балаклійський краєзнавчий музей. На північно-західному фасаді будинку закріплена меморіальна дошка, присвячена О. А. Петрусенко. |            |
| Шляховий палац      | Чугуїв                               | Будівництво палацу було розпочато у 1819 році. Згідно з особистим побажанням головного начальника військових поселень Олексія Аракчеєва було наказано: «будувати в Чугуєві два будинки, звані тепер один палацом, а інший будинок для головного над військовими поселеннями начальника надалі були принаймні звані будинки для начальників на час їхнього приїзду». У XIX столітті будівля була частиною ансамблю забудови східної частини центральної площі міста. У період Другої світової війни після зайняття міста німецькою армією всі дерев'яні будівлі ансамблю площі були розібрані для потреб опалення, німцями було збережено лише будинок палацу. З боку палацу до річки Сіверський Донець спускалися тераси парку, який також було вирубано для потреб німецької армії. У цей період у Шляховому палаці розташовувалися апартаменти високопоставленого німецького офіцера. У післявоєнний період будинок експлуатувався як готель для вищого військового командування СРСР. Нині палац є частиною музейного комплексу Історико-меморіального музею Іллі Рєпіна. |            |
| Шляховий палац      | Берестин                             | Шляховий палац побудовано у Берестині в середині XVIII століття для зупинок високоповажних гостей міста. Одноповерховий будинок доволі простий, прикрашений лише наличниками й карнизом. 1784 року у палаці зупинялася російська імператриця Катерина ІІ. Тут її наздогнав гонець, який повідомив про народження онука. |            |

## Руїни
| Назва                           | Адреса           | Короткий опис | Зображення |
| ------------------------------- | ---------------- | --- | ---------- |
| Палац Шидловських               | Старий Мерчик    | Садиба заснована наприкінці XVII — початку XVIII ст.ст. полковниками Ізюмського слобідського козацького полку Шидловськими. Палац у селі Старий Мерчик був побудований ще у 1776—1778 роках Григорієм Романовичем Шидловським. Авторство проєкту не встановлено, ймовірно, архітектором був Петро Антонович Ярославський. Інколи авторство приписують Франческо Бартоломео Растреллі. У 1881 р. садиба була придбана Є. М. Духівським. 1891 року Олександр III надав садибі статус заповідної території. 1919 року садиба розграбована більшовиками, було закрито церкву, палац націоналізували. У роки радянської окупації тут розміщався ветеринарний технікум. Тоді було значно переплановано приміщення. У квітні 2018 року в головній будівлі спалахнула велика пожежа, що залишила після себе лише стіни, зруйнувавши всі перекриття та частину ліпнини. Нині будівля стоїть закинута та руйнується, частково збереглися й інші будівлі палацу, зокрема флігелі, льох, церква. |            |
| Наталіївка                      | Володимирівка    | Садиба заснована у 1884 році поміщиком і цукрозаводчиком Павлом Івановичем Харитоненком. Назву отримала на честь його молодшої дочки Наталії, княжни Горчакової. Наприкінці XIX та на початку XX століття палац було розбудовано. Тут з'явився великий садибний будинок, декілька флігелів, водонапірна башта у неоготичному стилі, кінний манеж зі скляним дахом, стайні, головні та західні в'їзні ворота, церква в ім'я Всемилостивішого Спаса. Більшість будівель побудовані за проєктом архітектора Олексія Щусєва. У роки радянської окупації садиба націоналізована та перетворена у спеціалізований протитуберкульозний санаторій. Садиба була розграбована, зруйновано головний будинок. Нині будівлі закинуті, вони знаходяться у критичному стані, частину з них знесли. |            |
| Палац князів Святополк-Мирських | Люботин          | Садиба князів Святополк-Мирських в селі Гиївка (зараз є частина міста Люботин) закладена в 1802 році. Перша споруда збудована в 1815—1820 роках, а на її основі в 1840-х роках був розбудований палац. У 1881 р. палац придбав генерал-губернатор Харківської губернії, князь Дмитро Іванович Святополк-Мирський, герой Кримської війни. Після 1917 року садиба була націоналізована та передана в користування першій в районі школі-інтернату. Всі подальші перебудови гиївського комплексу велися вже без урахування його історико-культурної цінності, а лише з міркувань господарської доцільності. В 1929—1930 роках, споруду капітально перебудували, щоб організувати пральню, майстерні, душові, підсобне господарство. В той самий час замість печей, що опалювали маєток, встановили центральне опалення. Через п'ять років, після пожежі перебудовано крило контори. Після Другої світової війни, будівлю терміново відновили (не реставрували) в 1946 році. Планування — коридорне, з одно- та двосторонніми розміщеннями житлових кімнат. Під західним корпусом — підвал зі склепінчастим дахом. Будинок садибної контори був зруйнований під час пожежі у 2000-х роках. |            |
| Палац Клейнміхелів              | Лютівка          | Садиба Клейнміхелів розташована у селищі Лютівка в Золочівській громаді Богодухівського району. У XVIII столітті маєток належав знатному роду Хорватів. У 1809 маєток купила капітанша М. А. Жовтухіна. Потім маєток купила статс-дама Клеопатра Петрівна Клейміхель. У XIX столітті Клейміхелі зводять тут садибні будинки, оформлюють їх у стилі класицизм, будують церкву з одним з найкращих у губернії іконостасів. Від садиби, в якій в XIX столітті був головний будинок, господарські будівлі, флігель, мавзолей в доричному стилі в саду, церква, вціліла лише головна будівля. Однак, зараз вона знаходиться у критичному стані, більша частина перекриттів та даху зруйнована. У 2001 році з залишків садиби вкрали одного з двох мармурових левів, а другого жителі Лютівки сховали. |            |
| Маєток Щербиніна                | Бабаї            | Перший, ще дерев'яний, будинок садиби зведений в 1760-ті роки, тоді ж був закладений сад. У 1780-ті роки багатий бабаївський поміщик Петро Щербинін збудував муровану Архангело-Михайлівську церков, а перетворив сад на регулярний парк, зв'язаний з лісовим угіддям. У ті ж роки в садибі збудовано оранжерею, де серед іншого зрощувалась велика кількість ананасів. Імовірно, архітектором всіх цих перетворень був Йоган Віганд. За іншою інформацією кам'яний будинок у середині XVIII століття збудовано на кошти багатого землевласника Петра Щербиніна. Існує також версія, що Щербинін прибудував свій маєток до флігеля, де жив священник і учень філософа Яків Правицький — настоятель Архангело-Михайлівської церкви в Бабаях Харківського району. Вони були приятелями по Київській академії. Григорій Сковорода товаришував з обома, гостював у будинку, тут створив збірку «Байки Харківські». Зокрема, в одному з листів до «люб'язного друга» Панаса Панкова, філософ повідомив, що перебував у Бабаях: раніше написав 15 байок, а тут «умножил ониє в половіну». Також тут він написав дві філософські праці: «Діалог, або Розмова про давній світ» та «Розмова п'яти подорожніх про істинне щастя в житті». Григорій Сковорода був дуже вдячний Петру Щербиніну, який йому допоміг влаштуватися до Харківського колегіуму. Нині будівля частково зруйнована та закинута. |            |
| Палац Донців-Захаржевських      | Великий Бурлук   | Палац споруджений у першій чверті XIX століття (завершений близько 1835 року) у стилі класицизму. Будівництво почав Андрій Якович Донець-Захаржевський, а завершив Воїн Дмитрович Задонський. Після смерті у 1841 році Андрія Донця-Захаржевського власником маєтку став Воїн Задонський. А після його смерті — Андрій Воїнович Задонський (1840—1870) та його дружина Катерина Василівна Задонська. Вціліла лише головна будівля, однак було втрачено великий портик. Інші будівлі та елементи садиби, а також парк не збереглися. Відомий тим, що в ньому нібито було знайдено дощечки з письменами, відомі як «Велесова книга». У 1980 році будинок було визнано пам'яткою архітектури місцевого значення. |            |
| Садиба Ковалевських             |                  | Будівля була побудована у XVIII столітті як садовий павільйон на території садиби Ковалевських. Тут заселяли гостей та проводили урочисті заходи. Тут до своєї смерті у 1794 році проживав український філософ Григорій Сковорода. До 1972 року у будинку розміщувалася школа, у 1960 році в одній з кімнат було створено меморіальний музей на громадських засадах. У парку збереглися криниця, місце першого поховання філософа (2006 року встановлено меморіальну дошку роботи Сейфаддіна Гурбанова), також будинок контори керівника (на підвалинах основного будинку Ковалівських) та поміщицька клуня. У 1972 році встановлено пам'ятник роботи Івана Кавалерідзе та пам'ятний знак біля дуба скульпторів Любові Жуковської та Дмитра Сови, у 2007 році з'явилася скульптурна «філософська алея». 6 травня 2022 року о 23 годині під дах музею влучила російська ракета, виникла пожежа. Вогонь охопив усі приміщення, отримав поранення охоронець. Вигоріло 280 кв метрів, втім зовнішні стіни будівлі уціліли. З-під попелу дістали статую поета, яка стояла в одній з кімнат. Також не постраждала могильна плита і бюст авторства Кавалерідзе, які розташовані на певній відстані від будівлі. Найцінніші експонати з музею перемістили заздалегідь у безпечне місце. |            |
| Садиба Колокольцевих            | Верхня Писарівка | Садиба Колокольцевих знаходиться у селі Верхня Писарівка. Збудована меценатом та земським діячем Василем Колокольцовим (1867—1934). Садибний будинок був витонченою будівлею, оточеною великим садом, перед будинком був фонтан. Поруч із садибою їм було збудовано сирітський притулок та цукровий завод, відкрито літній будинок відпочинку для вчителів земських шкіл повіту. Зараз маєток майже повністю зруйновано. |            |
| Садиба Тихоцьких                | Синиха           | Садиба у селі Синиха збудована на початку XIX століття дворянським родом Тихоцьких. Рід Тихоцьких фінансував та брав активну участь у заснуванні Харківського університету. У садибі також діяла підпільна друкарня народовольців. В радянські часи садиба використовувалась як господарські приміщення колгоспу. Кіностудія Довженка планувала перетворити садибу на павільйон для зйомок історичних фільмів, але їм не дозволили. Збудована у стилі класицизму, біля садиби був розкішний парк. Нині будівля частково зруйнована й закинута. |            |
| Маєток Балашових                | Реп'яхівка       | Маєток збудований приблизно у 1906 році, для землевласника дійсного статського радника Василя Балашова. Потім був придбаний родиною Гончарових (належав їм, до радянських часів). Нині головна будівля закинута, а флігелі напівзруйновані. |            |
| Маєток Бекарюкових              | Василівка        | На території села Василівка Чугуївського району збереглися руїни садиби Бекарюкових. Маєток, що складався з головної будівлі, зерносховища, насіннєсховища, великого та малого флігеля, господарської будівлі, побудований на початку XIX століття. Більшість споруд були цегляними, виконані у стилі класицизм. Навколо садиби розташовувався парк, що не зберігся. У 1920-х роках садиба націоналізована, закинута, а нині майже повністю зруйнована. |            |

## Повністю зруйновані
| Назва                        | Адреса         | Короткий опис | Зображення |
| ---------------------------- | -------------- | --- | ---------- |
| Палац Квіток                 | Основа, Харків | Садиба і парк були закладені Федором Квіткою, батьком письменника Григорія Квітки-Основ'яненка, у 1770-х роках. На території садиби розташовувася великий будинок, ліс і церква. У 1830 р. був розбитий розарій, у 1889 р. парк налічував більше 80 порід дерев, які як і всі будівлі, були зруйновані у роки радянської окупації. |            |
| Палац фон-дер-Лауніц         | Олексіївка     | Садиба генерал-майора, ватажка харківського дворянства, політичного діяча Володимир Федорович фон дер Лауніца розташовувалася у селі Олесіївка, недалеко від Харкова. Включала садибний будинок і церкву в класичному стилі. Садиба була знищена у роки Другої світової війни.                                                     |            |
| Палац Головкіна-Хвощинського | Костянтівка    | |            |
| Садиба Маркевича             | Липці          | |            |
| Маєток Ширкової              | Стара Водолага | |            |
| Палац Гендрікова             | Білий Колодязь | |            |
| Дача Рижова                  | Пісочин        | |            |